# Right to Censor
Right to Censor è stata una stable attiva nella World Wrestling Federation composto da Steven Richards, Bull Buchanan, The Goodfather, Val Venis e Ivory. Il gruppo è una parodia del Parents Television Council.

## Mosse finali

### Mosse finali di Steven Richards
- Stevie T
- Steven Kick

### Mosse finali di Bull Buchanan
- Scissors Kick

### Mosse finali di The Goodfather
- Pimp Drop

### Mosse finali di Val Venis
- The Money Shot
- Big Package